# Aeroportul Blida
Aeroportul Blida (IATA: QLD, ICAO: DAAB) este un aeroport din Provincia Blida, Algeria.
Situat la o altitudine de 161 m, aeroportul dispune de o singură pistă.